# Almirante Makárov (799)
La Almirante Makárov (799) es una fragata de la clase Almirante Grigoróvich (Proyecto 11356) en servicio con la Armada de Rusia desde 2017.
Fue nombrado en honor de Stepán Makárov, un almirante ruso muerto durante la guerra ruso-japonesa.

## Construcción
Fue construida por el Astillero Yantar de Kaliningrado. Fue colocada la quilla en 2012. Fue botado el casco en 2015. Entró al servicio en 2017.

## Historial de servicio

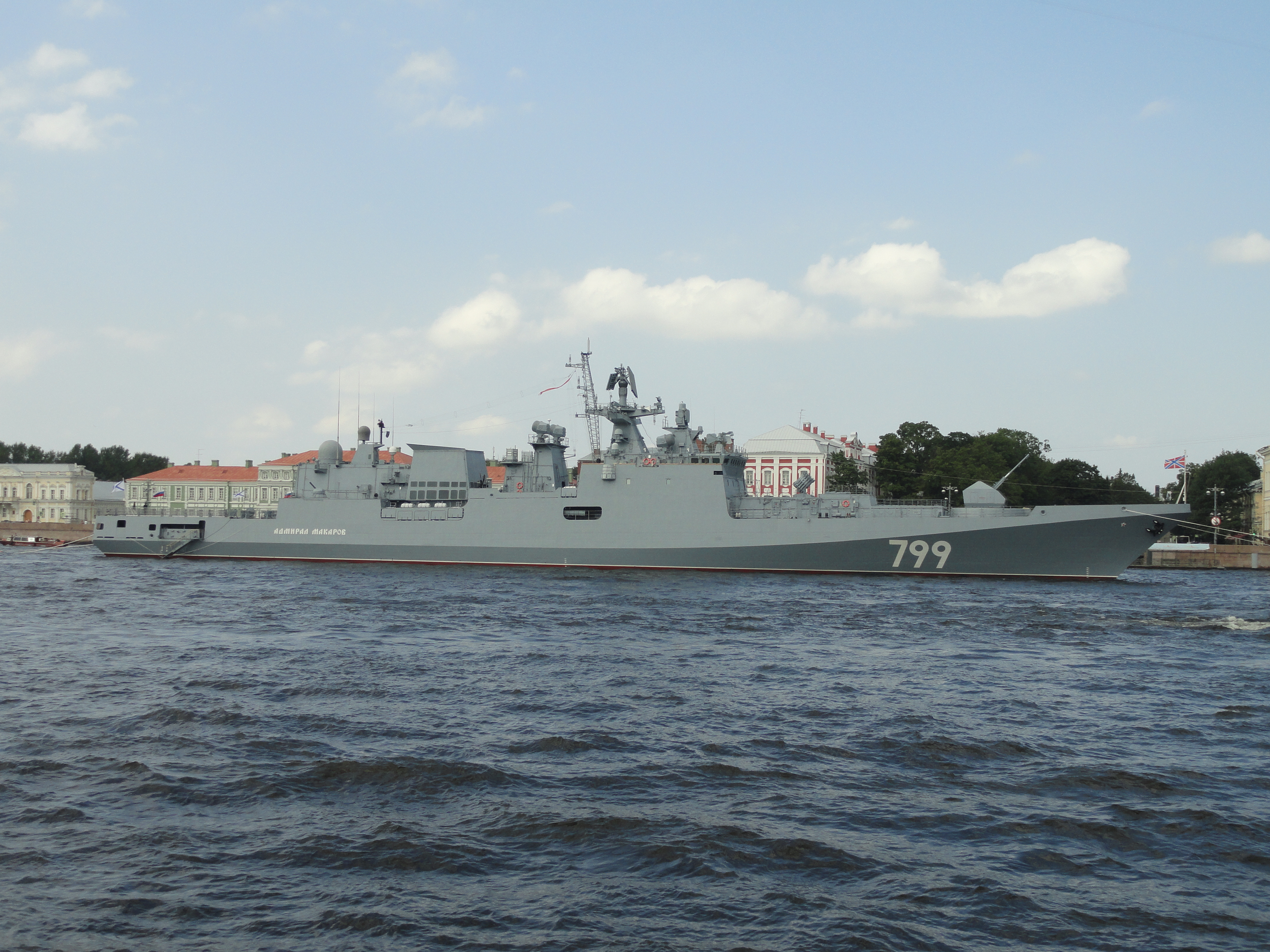
El Almirante Makarov en 2018.

Asignado en la marina de guerra en 2017, es parte de la Flota del Mar Negro y tiene su apostadero en Sebastopol, junto a sus gemelas Almirante Grigoróvich y Almirante Essen.
Tras el hundimiento del crucero Moskvá en 2022, el Almirante Makárov asumió como nave insignia de la Flota del Mar Negro. El 29 de octubre de 2022, el Almirante Makarov sufrió daños durante un ataque a Sebastopol por parte de varios drones aéreos y marítimos ucranianos y al menos un dron marino golpeó el barco durante el ataque y, según se informa, inutilizó el radar. La agencia de noticias rusa TASS informó que todos los drones aéreos habían sido destruidos. Imágenes satelitales del 1 de noviembre muestran fragatas de la clase Almirante Grigorovich que se cree que incluyen al Almirante Makarov amarradas en Sebastopol. Naval News informó posteriormente que se habían producido pocos daños en cualquiera de los dos buques de guerra que fueron alcanzados por los drones marinos, pero que el efecto militar del ataque en el puerto protegido de Sebastopol superó el daño directo porque llevó a la Marina rusa a entrar en un modo de protección, "esencialmente encerrados en el puerto. [...] Se añadieron rápidamente nuevas defensas, se impusieron nuevos procedimientos y hubo mucha menos actividad. Los buques de guerra más poderosos de Rusia en la guerra [estaban a mediados de noviembre] en su mayoría amarrados en el puerto".